# Hrabstwo Lassen
Hrabstwo Lassen (ang. Lassen County) – hrabstwo w stanie Kalifornia w Stanach Zjednoczonych. Obszar całkowity hrabstwa obejmuje powierzchnię 4720,37 mil² (12 225,7 km²). Według szacunków United States Census Bureau w roku 2009 miało 34 473 mieszkańców.
Hrabstwo powstało w 1864 roku. Na jego terenie znajduje się
- miejscowość - Susanville
- CDP - Bieber, Clear Creek, Doyle, Herlong, Janesville, Johnstonville, Litchfield, Milford, Nubieber, Patton Village, Spaulding, Westwood.